# Tamte dni, tamte noce (film)

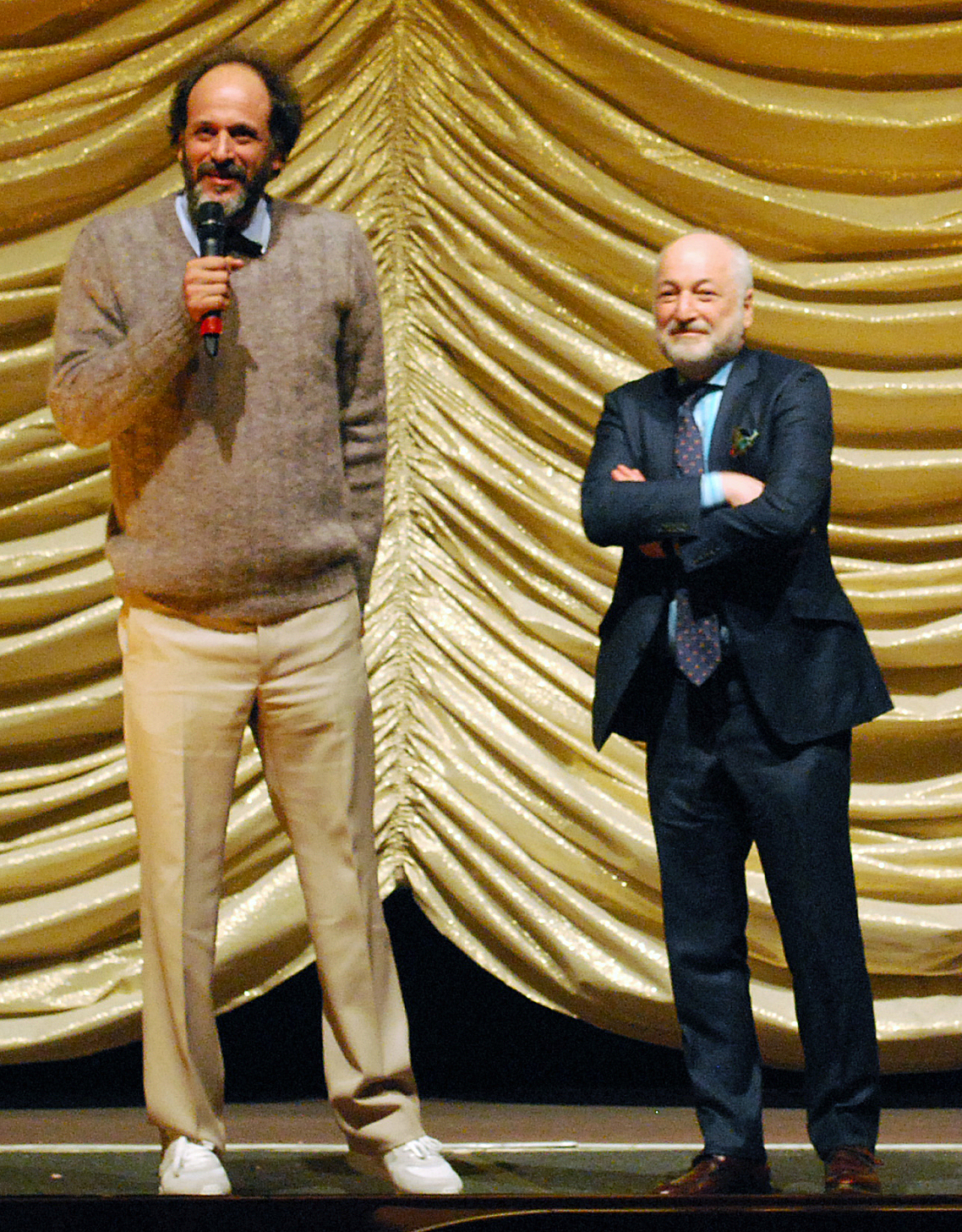
Reżyser Luca Guadagnino oraz autor książkowego oryginału, André Aciman, podczas 67. Festiwalu Filmowego w Berlinie.

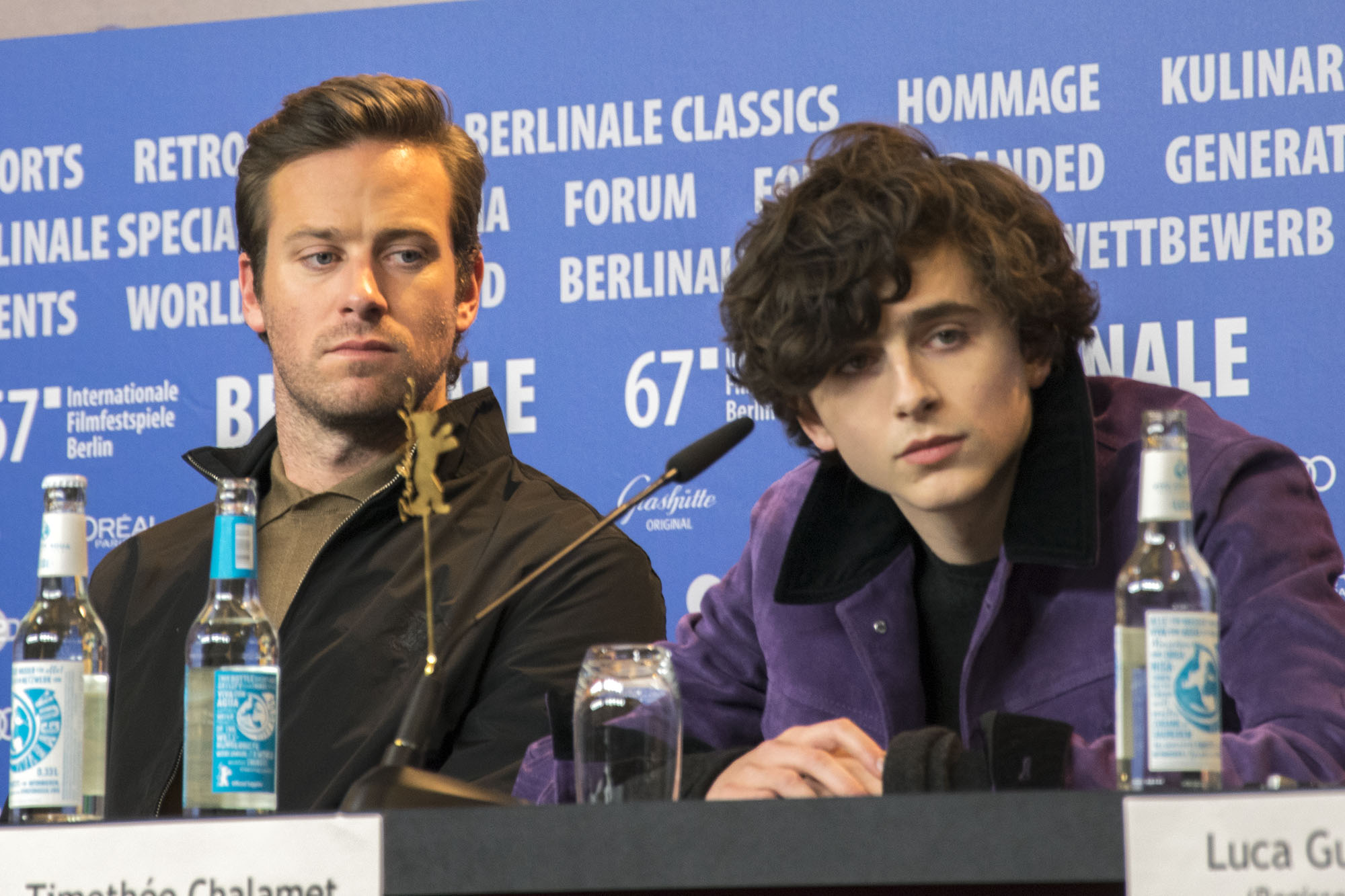
Armie Hammer (Oliver) i Timothée Chalamet (Elio)

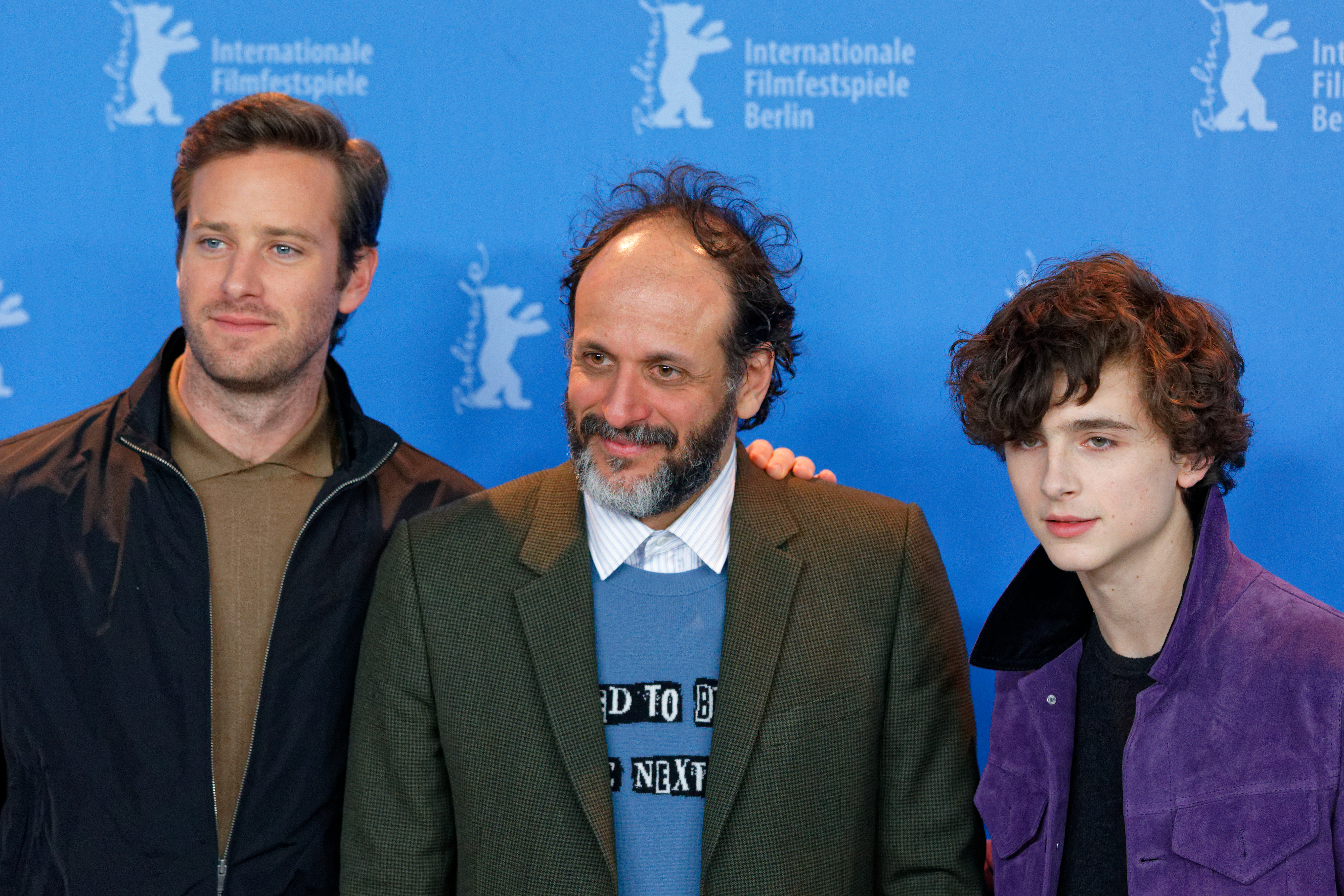
Armie Hammer, reżyser Luca Guadagnino i Timothée Chalamet

Tamte dni, tamte noce (tytuł oryg. Call Me by Your Name) – film dramatyczny z 2017 roku w reżyserii Luki Guadagnino. Obraz powstał na podstawie scenariusza Jamesa Ivory’ego, opartego na powieści André Acimana z 2007 pod tym samym tytułem. Jest to ostatnia część trylogii tematycznej Guadagnino, na którą składają się jego wcześniejsze produkcje: Jestem miłością (2009) oraz Nienasyceni (2015).
Film, którego akcja osadzona jest w 1983 roku w północnych Włoszech, opowiada historię letniego romansu siedemnastoletniego Elio Perlmana (Timothée Chalamet) i dwudziestoczteroletniego asystenta jego ojca-profesora, Olivera (Armie Hammer). Powstał w koprodukcji czterech państw: Włoch, Francji, Brazylii i Stanów Zjednoczonych. W pozostałych rolach wystąpili Michael Stuhlbarg, Amira Casar, Esther Garrel i Victoire Du Bois.
Inicjalne prace nad filmem ruszyły w 2007 roku, kiedy producenci Peter Spears i Howard Rosenman nabyli prawa do ekranizacji powieści Acimana. Ivory miał początkowo wyreżyserować film, ale ostatecznie napisał scenariusz i zajął się produkcją. Na stanowisko reżysera wytypowano Lukę Guadagniniego, który wstępnie miał pełnić rolę konsultanta do spraw lokalizacji plenerów zdjęciowych. Film współfinansowany był przez kilka międzynarodowych wytwórni; sceny kręcono w Cremie w maju i czerwcu 2016. Operator, Sayombhu Mukdeeprom, postanowił użyć taśmy filmowej 35 mm. Na ścieżkę dźwiękową składają się zarówno utwory z lat 80., jak i kompozycje twórców klasycznych i minimalizmu; znajdują się na niej również dwie piosenki napisane oryginalnie dla filmu przez Sufjana Stevensa i jeden remix jego innego, wcześniej wydanego utworu.
Obraz miał swoją światową premierę podczas Sundance Film Festival 22 stycznia 2017. Już wcześniej firma Sony Pictures Classics wykupiła prawa do jego dystrybucji. W kinach brytyjskich film zadebiutował 27 października, a w kinach amerykańskich – 24 listopada. W Polsce film wyświetlono w trakcie American Film Festival 25 października 2017, później wszedł do dystrybucji kinowej 26 stycznia 2018.
Film spotkał się z bardzo entuzjastycznym odbiorem krytyków, chwalących m.in. reżyserię, ton scenariusza, grę aktorską oraz ścieżkę dźwiękową. James Ivory otrzymał Oscara za najlepszy scenariusz adaptowany, ponadto film otrzymał nominacje do Nagrody Akademii w kategoriach: najlepszy film, najlepszy aktor (Chalamet) i najlepsza piosenka („Mystery of Love”). Ivory został nagrodzony za scenariusz również Nagrodą Brytyjskiej Akademii Filmowej i podczas Critics’ Choice Awards i Writers Guild of America Awards. Chalamet otrzymał nominacje do Nagrody Brytyjskiej Akademii Filmowej i Złotego Globu. American Film Institute oraz National Board of Review uznały film za „jedno z najlepszych dzieł roku”.

## Opis fabuły
Elio, muzycznie uzdolniony i introwertyczny siedemnastolatek, który ma żydowskie korzenie i płynnie mówi kilkoma językami, mieszka z rodzicami w małym miasteczku w północnych Włoszech. Jego ojciec, pan Perlman, profesor archeologii, zaprasza dwudziestoczteroletniego amerykańskiego doktoranta, Olivera, do swojego domu, aby spędził tam z rodziną Perlmanów część lata i pomógł profesorowi przy jego pracach. Elio, który jest młodym melomanem i bibliofilem, początkowo nie znajduje wiele wspólnego z Oliverem, który ma zupełnie odmienną od Elia beztroską i żywiołową osobowość. Elio opiera się przed oddaniem swojej sypialni Oliverowi na czas jego wizyty. Spędza większość lata czytając, grając na fortepianie i spotykając się ze swoją przyjaciółką i dziewczyną Marzią. Z czasem między dwoma młodymi mężczyznami rodzi się romans.

## Obsada
- Timothée Chalamet – Elio Perlman
- Armie Hammer – Oliver
- Michael Stuhlbarg – pan Perlman[a]
- Amira Casar – Annella Perlman
- Esther Garrel – Marzia
- Victoire Du Bois – Chiara
- Vanda Capriolo – Mafalda
- Antonio Rimoldi – Anchise
- Marco Sgrosso – Nico
- André Aciman – Mounir
- Peter Spears – Isaac

## Produkcja

### Preprodukcja
W 2007 roku, po przeczytaniu przedpremierowej kopii powieści Tamte dni, tamte noce autorstwa André Acimana, producenci Peter Spears i Howard Rosenman nabyli prawa do ekranizacji utworu. Miało to miejsce zanim książka została opublikowana. Spears i Rosenman zaprosili do współpracy Jamesa Ivory’ego, który miał pełnić funkcję producenta wykonawczego opracowywanego filmu. Niestety, wkrótce ekipa znalazła się na etapie tzw. „development hell”, narastały bowiem kłopoty realizacyjne. Zaangażowanych w prace zostało kilku różnych reżyserów; każdy z nich ostatecznie rezygnował jednak z posady, a wielu jako powód podawało zbyt niską gażę. Film miał zostać nakręcony we Włoszech, letnią porą, co także okazało się problematyczne.
Luca Guadagnino, pochodzący z północnych Włoch, zatrudniony został na stanowisko konsultanta do spraw lokacji zdjęciowych; jako lokalny mieszkaniec miał pomóc „zaprojektować film z włoskiej perspektywy”. W 2008 roku producenci zaproponowali Guadagniniemu, by film wyreżyserował, ale on odmówił. Najpierw przyjął rolę producenta, a później, jeszcze przed podpisaniem jakiekolwiek kontraktu, zasugerował, że może wyreżyserować projekt wspólnie z Jamesem Ivorym. Ivory uznał tę propozycję za intratną. W 2014 roku zaczął opracowywać scenariusz; zajęło mu to blisko dziewięć miesięcy. Guadagnino, który powieść Acimana uznał za inspirowaną dziełami Marcela Prousta, pomagał Ivory’emu w dokonaniu adaptacji. Przyszły reżyser określił Tamte dni, tamte noce jako książkę o „rozpamiętywaniu przeszłości” oraz „rozpływaniu się w melancholii rzeczy utraconych”. Pomoc w pracach nad skryptem zaoferował też montażysta Walter Fasano. Scenariusz pisano w Cremie we Włoszech oraz w Nowym Jorku.
Scenariusz został zaaprobowany przez Acimana, który uznał go za materiał „bezpośredni, szczery i przekonujący”. Artysta przyznał: „Jako autor pierwowzoru byłem pod wrażeniem; wierzę, że adaptacja jest lepsza niż książka”. Gotowy skrypt spotkał się ze sporym zainteresowaniem; szybko znaleźli się fundatorzy, mający opłacić produkcję filmu. Projekt został ufundowany przez sześć wytwórni: La Cinéfacture (Francja), Frenesy Film Company (Włochy; studio należy do Guadagniniego), M.Y.R.A. Entertainment (Niemcy), RT Features (Brazylia), Water’s End Productions (USA) i Lombardia Film Commission (Włochy). Dofinansowało go również Ministerstwo Dziedzictwa i Aktywności Kulturowej (Ministero per i Beni e le Attività Culturali). Budżet filmu miał sięgać dwunastu milionów dolarów, ale ostatecznie wyniósł 3,5 mln USD.
W 2016 Ivory zrezygnował z posady reżysera, by uniknąć „konfliktów”, „bójek” i „niezręcznych sytuacji” na planie zdjęciowym. W ten sposób ustalono, że Guadagnino samodzielnie będzie sprawował funkcję reżyserską. W wywiadzie dla serwisu signature-reads.com Guadagnino powiedział, że Tamte dni, tamte noce reżyserowane lub współreżyserowane przez Ivory’ego byłyby „zupełnie innym filmem”, „dużo bardziej kosztownym”; taki projekt nie mógł powstać, ze względu na „marketingowe standardy”, obowiązujące w branży filmowej. Ivory, choć ostatecznie nie objął roli reżysera, zyskał tytuł głównego fabularzysty: tylko on wymieniany jest w napisach filmu jako scenarzysta. Skrypt autorstwa Ivory’ego wykupiony został przez studio należące do Guadagniniego. Scenariusz Tamtych dni, tamtych nocy jest pierwszym wyprodukowanym skryptem Ivory’ego od czasu Rozwodu po francusku – na podstawie którego powstała komedia romantyczna z 2003 roku. Sam projekt jest jedynym filmem wyłącznie przez Ivory’ego napisanym, ale nie wyreżyserowanym (odliczając dokumenty i krótkie metraże). Pomimo ograniczonej funkcji, Ivory był mocno zaangażowany w produkcję filmu. Guadagnino dedykował obraz aktorowi Billowi Paxtonowi, który zmarł w lutym 2017 roku. Paxton był przyjacielem reżysera, producenta Petera Spearsa i jego małżonka, Briana Swardstroma.

### Zdjęcia
Zdjęcia kręcono na terenie Włoch w następujących lokacjach według prowincji:
- prowincja Bergamo (Bergamo, Valbondione);
- prowincja Brescia (Sirmione);
- prowincja Cremona (Capralba, Crema, Montodine, Moscazzano, Pandino, Ricengo);
- prowincja Lodi (Corte Palasio)[24][25][26].

### Adaptacja
Tamte dni, tamte noce stanowią finalną część trylogii tematycznej Guadagniniego, na którą składają się wcześniejsze produkcje: Jestem miłością (2009) oraz Nienasyceni (2015). Film różni się od poprzednich dokonań reżysera; jest „mniej agresywny” i prostszy. Według samego Guadagniniego, to jego „najspokojniejsze” dzieło. Obraz stanowi adaptację materiału literackiego, ale wiele zawartych w nim scen rozgrywa się bezdialogowo. Liczne sekwencje oparte na komunikacji werbalnej zostały przez reżysera uznane za zbędne, a potem usunięte ze scenariusza. Aktor Michael Stuhlbarg, odtwórca roli pana Perlmana, powiedział: „Słowa są nieodłączną częścią tego, co dzieje się wokół nas, ale nie musi przekładać się na to na przeżycia podskórne. To właśnie te doznania celebrowane są przez nasz film” Jak wyznał Guadagnino, Tamte dni, tamte noce stanowią „hołd złożony ojcom” – jego własnemu ojcu, a także czterem filmowcom, którzy stanowili dla reżysera źródło inspiracji: Jeanowi Renoirowi, Jacquesowi Rivette’owi, Érikowi Rohmerowi oraz Bernardo Bertolucciemu.
Guadagnino określił Tamte dni, tamte noce jako film „poniekąd familijny”, „przekazujący widzom pewną wiedzę”, taki, który powinien być oglądany przez przedstawicieli różnych pokoleń. Według reżysera, nie jest to projekt stricte gejowski czy też queerowy, a raczej film o „nowo narodzonym pożądaniu – pozbawionym uprzedzeń i cynizmu”. Takie pożądanie uznał Guadagnino za „piękne”, odzwierciedlające jego własne motto, jakoby najważniejsze znaczenie posiadała radość życia (franc. „joie de vivre”). W wywiadzie dla dziennika USA Today reżyser powiedział, że film ma funkcję edukacyjną: „uczy, że emocji nigdy nie powinno się ukrywać i nie należy traktować ich jak tarczy”. Projekt opowiada o rozterkach dorastającego bohatera i przynależy do podgatunku dramatu „coming-of-age”; Guadagnino usiłował nie powtórzyć błędów reżyserskich i narracyjnych, jakie dostrzegał oglądając inne tego typu produkcje. Swój film uczynił mniej mechanicznym, pozbawionym klisz (takich, jak konieczność wyboru między dwoma kochankami).

## Nagrody
- 2018: Oscar w kategorii „Najlepszy scenariusz adaptowany” – James Ivory
- 2018: BAFTA w kategorii „Najlepszy scenariusz adaptowany” – James Ivory
- 2018: Critics’ Chocie w kategorii „Najlepszy scenariusz adaptowany” – James Ivory
- 2018: Independent Spirit w kategorii „Najlepszy aktor” – Timothée Chalamet
- 2018: Independent Spirit w kategorii „Najlepsze zdjęcia” – Sayombhu Mukdeeprom
- 2018: Europejska Nagroda Filmowa w kategorii „Nagroda publiczności – najlepszy film europejski” – Luca Guadagnino
- 2018: Amerykańska Gildia Scenarzystów w kategorii „Najlepszy scenariusz adaptowany” – James Ivory
- 2018: GLAAD Media w kategorii „Najlepszy film szeroko rozpowszechniony”

## Odbiór
Odbiór filmu przez krytyków był pozytywny. Agregujący recenzje filmowe serwis Rotten Tomatoes, w oparciu o dwieście sześćdziesiąt trzy omówienia, okazał obrazowi 96-procentowe wsparcie. Analogiczna witryna, Metacritic, wykazała, że dziewięćdziesiąt trzy procent opiniodawców uważa Tamte dni, tamte noce za film udany. W lutym 2018 roku Tamte dni, tamte noce zajęły pierwsze miejsce listy najlepiej ocenianych przez Rotten Tomatoes filmów romantycznych, pokonując między innymi Casablankę (1942), a także objęły piątą pozycję listy najlepszych filmów wszech czasów. Po premierze na Sundance Film Festival projekt zebrał przychylne opinie recenzentów, a po emisji na festiwalu w Nowym Jorku został wyróżniony dziesięciominutowymi owacjami na stojąco (nota bene, najdłuższymi w historii festiwalu).
W recenzji dla czasopisma The Hollywood Reporter Boyd van Hoeij okrzyknął Tamte dni, tamte noce jako adaptację „niesłychanie zmysłową, intymną i przenikliwie szczerą”, a rolę Chalameta uznał za „prawdziwie przełomową”. Magdalena Maksimiuk (Wirtualna Polska) określiła projekt Guadagniniego jako „magiczną odtrutkę na zbyt uproszczone kinowe romanse i niespecjalnie wiarygodne ekranowe związki”. Według Bernadetty Trusewicz (fdb.pl), projekt, „nie używając wielkich liter, mówi o rzeczach wielkich; nie rozpustnie, ale pięknie i niesamowicie energicznie – bez prostych chwytów”.
Według krytyczki Mirandy Wilkie, Tamte dni, tamte noce stanowią – obok dramatu Moonlight (2016) i tragi-horroru Rökkur (2017) – część „nowej fali filmów o tematyce LGBT, które zapewniają queerowym postaciom odpowiedni kontekst fabularny oraz pełnokrwiste rysy osobowościowe”.
Sklasyfikowany jako jeden z dziesięciu najlepszych filmów o miłości przez serwis AZN Entertainment.
Film nominowany był do zdobycia nagrody Amerykańskiej Akademii Filmowej w czterech kategoriach: „Najlepszy film”, „Najlepszy aktor pierwszoplanowy” (Timothée Chalamet), „Najlepsza piosenka” („Mystery of Love”) i „Najlepszy scenariusz adaptowany”. Podczas 90. ceremonii wręczenia Oscarów produkcja otrzymała statuetkę za wygraną w ostatniej z tych kategorii.